# 29 mai 1959
Le vendredi 29 mai 1959 est le 149e jour de l'année 1959.

## Naissances
- Adrian Paul, acteur britannique
- Carole Dekeijser (morte le 2 mai 2008), peintre belge
- Darrell Rooney, réalisateur américain
- Donna Strickland, physicienne canadienne
- Gretchen, chanteuse brésilienne
- Jacques Commères
- Jean Ollé-Laprune, historien français
- Maria Helena Semedo, économiste capverdienne
- Mel Gaynor, batteur de rock
- Reimund Dietzen, coureur cycliste allemand
- Rupert Everett, acteur britannique

## Décès
- Frank Marshall (né le 28 novembre 1883), pianiste et pédagogue catalan
- Harry Eliott (né le 14 juin 1882), dessinateur, illustrateur, lithographe
- Jean Baylet (né le 6 avril 1904), personnalité politique française

## Événements
- Création de Conseil de l'Entente
- Fin de Coupe d'Afrique des nations de football 1959